# San Miguel Tecomatlán (Guerrero)
San Miguel Tecomatlán es una localidad del estado mexicano de Guerrero. Es parte del municipio de Tlalchapa.

## Demografía
| Gráfica de evolución demográfica |
|                                  |

| Censo | Población |
| ----- | --------- |
| 1930  | 602       |
| 1940  | 726       |
| 1950  | 847       |
| 1960  | 770       |
| 1970  | 1 359     |
| 1980  | 2 221     |
| 1990  | 1 600     |
| 2000  | 1 189     |
| 2010  | 955       |
| 2020  | 1 111     |